# Меморіальна премія «Орден лицарів фантастики» імені Ігоря Халимбаджі
«Орден лицарів фантастики» імені Ігоря Халимбаджі — премія за видатний внесок у розвиток російського фендому. Одна з небагатьох премій, яку нарівні з письменниками-фантастами, критиками, редакторами або художниками може отримати звичайний любитель фантастики. Вручається у Єкатеринбурзі на фестивалі «Аеліта».

## Історія
22 березня 1999 року за два дні до початку XVI фестивалю фантастики «Аеліта» (Єкатеринбург), помер один з натхненників фестивалю та один з найавторитетніших критків-фантаститкизнавців на теренах колишнього СРСР Ігор Халимбаджа. Для фантастичного співтовариства це було серйозною втратою. У тому ж році влітку на конвенті фантастики «Фендом» (Перм) у середовищі любителів фантастики була задумана і начорно опрацьована концепція нової премії — імені  І. Г. Халимбаджі — «Орден лицарів фантастики».
Восени того ж року до створення знака премії підключився відомий письменник-фантаст Кір Буличов. Однак з деяких причин вручення першого ордена нової премії відбулося лише в 2002 році. Автором і творцем знака (срібло, аметист) був Віктор Васильович Саргін, на той момент єдиний майстер-каменеріз, який готував для «Аеліти» усі призи (премій «Аеліта»,  «Старт», ім. І. Єфремова,  ім. В. Бугрова). Кавалером першого ордена став все той же Кір Буличов.
Рішення про вручення ордена приймає оргкомітет фестивалю.
З 2006 року (вручення відбувалося на  «Аеліті-2008») знак кардинально змінений.

## Кавалери «Ордена лицарів фантастики» ім. І. Халимбаджі
2015 — Юрій Натальїн
2014 року — нагородження не проводилося
2013 — Ден Шорін
2012 — «RUSF.RU» — адміністрація сайту
2011 — Антон Первушин, Борис Долінго,  Ілля Тьо, Микола Басов
2010 — вручення не проводилося
2009 — Сергій Лук'яненко,  Олександр Сидорович,  Борис Стругацький
Рік випуску 2008 — Роман Злотников, Іван Соколов
2007 — вручення не проводилося
2006 — Ігор Кузовлев, Юрій Натальїн
2005 — Сергій Казанцев
2004 — Сергій Аркатов, Юрій Вербицький, Геннадій Прашкевич
2003 — Василь Головачов, Владислав Крапивін
2002 — Кір Буличов